# Ar-Ruwais
Ar-Ruwais (auch al-Ruwais, arabisch الرويس ar-Ruwais, oder ar-Ru’ais, arabisch الرؤيس, DMG ar-Ruʾays) ist eine in Katar, in der Gemeinde asch-Schamal, gelegene Küstensiedlung.
Bevor Katar von der Ölförderung verändert wurde, war ar-Ruwais eines der wichtigsten Fischereizentren auf der Halbinsel. Die Siedlung ist vor allem für ihren gleichnamigen Hafen bekannt; den zweitwichtigsten Hafen Katars.

## Etymologie
Ar-Ru'ays bedeutet auf Arabisch „kleiner Kopf“. Der Ort wurde so genannt, weil die Siedlung relativ zum Land, das sie umgibt, ins Meer hinausragte.

## Geschichte

### 19. Jahrhundert
In den 1820er Jahren führte George Barnes Brucks die erste Vermessung des Persischen Golfs durch. Zu ar-Ruwais, das er als Rooes bezeichnete schrieb er auf:

„Der Mittelturm von Rooese ist in Breite 26° 8′ 25″ N., lang. 51° 18′ 50″ E. Es ist eine kleine Stadt, viele Trümmer, auf einem seichten Stauwasser gelegen, in das die zu diesem Küstenabschnitt gehörenden Boote bei Hochwasser einfahren. Die Einwohnerzahl beträgt etwa hundert; zu den [Stämmen] Abookara [Al Kuwari] und Uttoobee [Bani Utbah] gehörend, die Bahrein unterstellt sind; sie sind hauptsächlich Fischer.“

Eine vom British Hydrographic Office im Jahr 1890 durchgeführte Umfrage beschreibt ar-Ruwais als „eine kleine Stadt auf dem Festland, 2 ½ Meilen südlich von Ras Rakan; sie hat vier Türme auf der Festung, die das erste ist, was man von Norden aus sieht, wenn man Land kommt. Sie haben viele Boote, die über das Riff einfahren und im Schutz in der Nähe des Strandes ankern. Das Fort ist 6 oder 7 Meilen weit sichtbar.“

### 20. Jahrhundert
Anfang des 20. Jahrhunderts wurde Ar-Ruwais im Ortsverzeichnis des britischen Kolonialverwalters John Gordon Lorimer folgend beschrieben:

„Ein Dorf in Katar, das der Spitze des Vorgebirges am nächsten liegt, etwa 2 ½ Meilen südlich von Ras Rakan. Es wird von etwa 70 Familien des Sadah-Stammes bewohnt, die 18 Yachten, 2 andere Seeschiffe und 10 Fischerboote besitzen; Sie haben auch 4 Pferde und 20 Kamele. Vor dem Dorf liegt ein Riff, in dem die dazugehörigen Boote ankern. Der Ort wird von einer kleinen Festung mit vier Türmen geschützt, und Trinkwasser wird aus dem Umm Dha'an-Brunnen geholt, 1 ½ Meilen landeinwärts südlich von Ruwais.“

In einer früheren Abschrift aus dem Jahr 1904 bemerkt Lorimer, dass vor 1856 ungefähr 100 Einwohner der Bu Kuwara- und Utub-Stämme in ar-Ruwais lebten, und wiederholt die Einzelheiten in George Barnes Brucks frühere Übersicht.
Ar-Ruwais war die zweite Siedlung außerhalb der Hauptstadt Doha, die 1954 eine Schule errichtete. Während des gesamten 20. Jahrhunderts galt ar-Ruwais als Bildungsort Nordkatars. Nachdem Katar 1971 seine Unabhängigkeit erlangt hatte, übernahm Scheich Chalifa bin Hamad Al Thani im Februar 1972 die Kontrolle über den neu gegründeten Staat. Eine seiner Hauptpolitiken war die Dezentralisierung von Katars Wohnungs- und großen Infrastrukturprojekten. Um das Wachstum in den nördlichen Siedlungen zu fördern, ernannte er ar-Ruwais zu einer „Gemeinde“ und startete dort mehrere Projekte, darunter im Jahr 1972 einen Neubau des Hafens von ar-Ruwais.

### 21. Jahrhundert

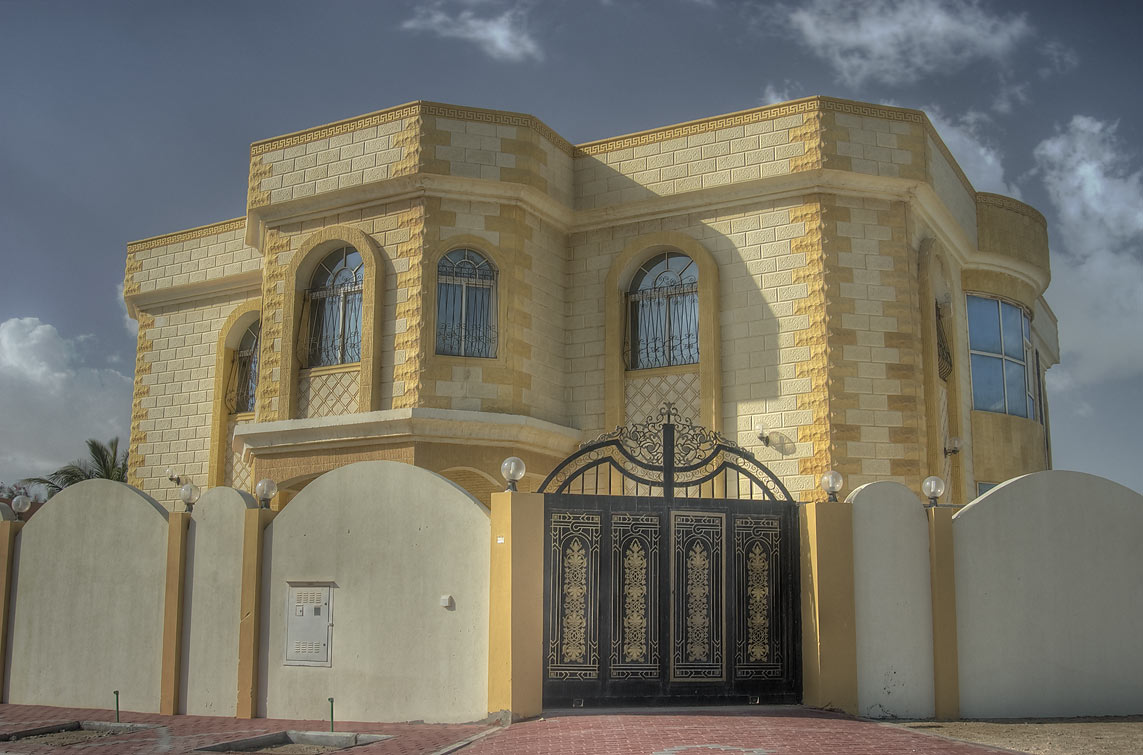
Architektur in ar-Ruwais

Ein Büro des katarischen Justizministeriums wurde im Jahr 2014 in ar-Ruwais eröffnet. In den darauffolgenden Jahren wurde der im Jahr 1972 neu gebaute Hafen ausgebaut.
Im Mai 2018 wurde die Al Shamal Corniche, eine 2570 Meter lange Strandpromenade eingeweiht.

## Geografie
ar-Ruwais liegt an der Nordküste und grenzt im Westen an den Ort Abu al-Dhalouf und im Süden an den Ort Madīnat asch-Schamāl.
ar-Ruwais befindet sich 127 km nördlich der katarischen Hauptstadt Doha, 25 km nordwestlich von Fuwairat, 28 km nordöstlich von al-Zubarah und 77 km nordwestlich von Al-Chaur.

## Natur
ar-Ruwais ist aufgrund seiner relativ gesehen üppigen Vegetation und aufgrund einer Ansammlung verschiedener Vögel ein beliebtes Ausflugsziel. Im 21. Jahrhundert hat das katarische Ministerium für Gemeinde und Umwelt Kampagnen zur Wiederherstellung der Mangroven gestartet, die an der Nordküste reichlich wuchsen. Rund 13 Hektar Mangroven findet man in ar-Ruwais.

## Architektur

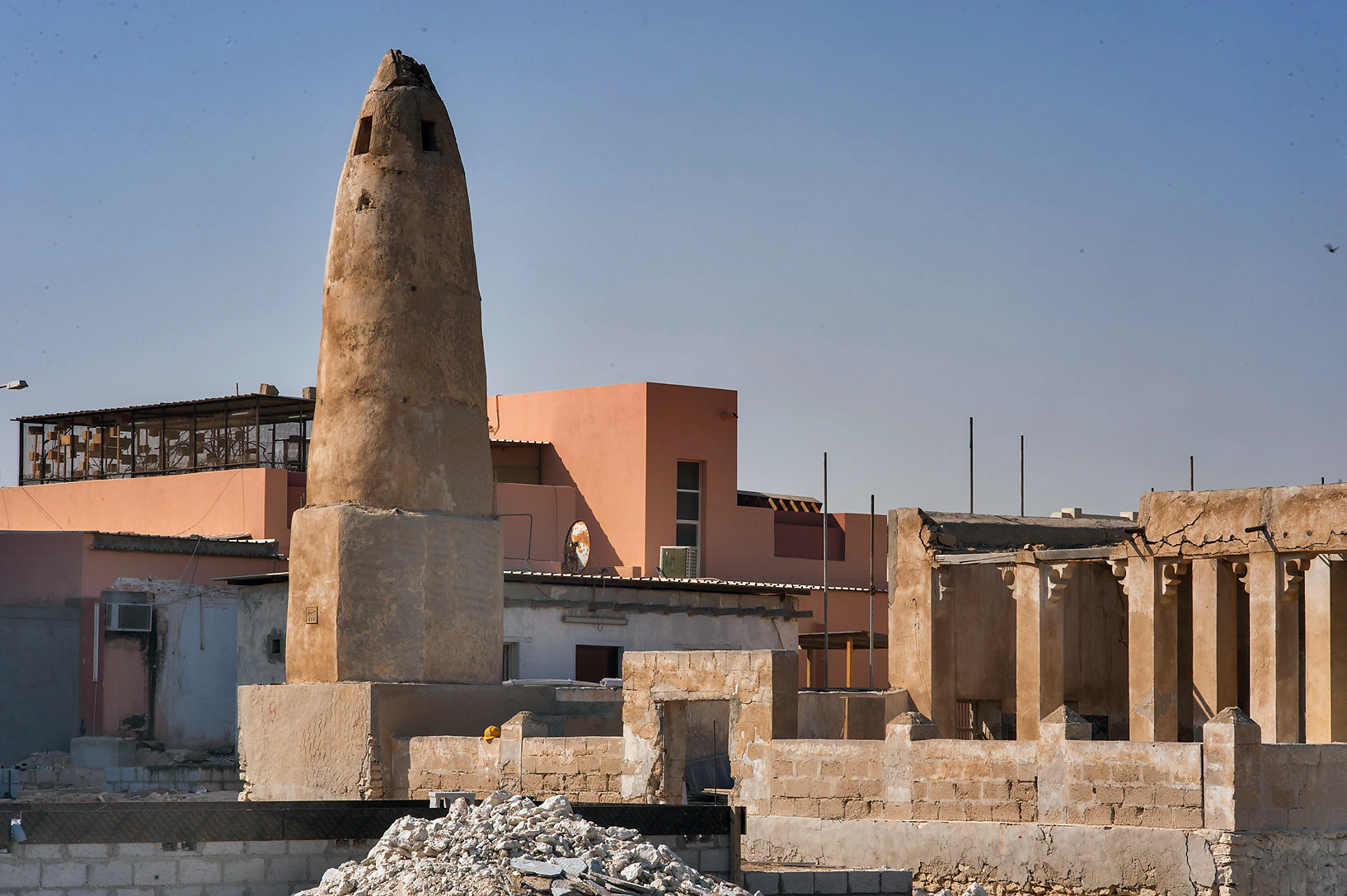
ar-Ruwais-Moschee

### Moschee von ar-Ruwais
ar-Ruwais beherbergt die vermutlich älteste erhaltene Moschee Katars. Ursprünglich um das 17. Jahrhundert erbaut, wurde die Ruwais-Moschee in den 1940er Jahren saniert. Nach einem Blitzeinschlag im Jahr 1970 wurde die Minarettwand mit Muschelziegeln rekonstruiert. Aufgrund des sich verschlechternden äußeren Zustands der Moschee startete die Qatar Museums Authority 2014 ein Restaurierungsprojekt. Dabei legten Archäologen den östlichen Teil der Moschee frei und stießen auf Artefakte (Tonscherben, Tierknochen und Münzen). Die Moschee hat eine rechteckige Form mit einem offenen Innenhof und hat Platz für etwa 100 Gläubige. Das Tourismusministerium und die Gemeinde Al Shamal koordinieren den Erhalt der Moschee und ihre Förderung als Touristenattraktion.

## Infrastruktur

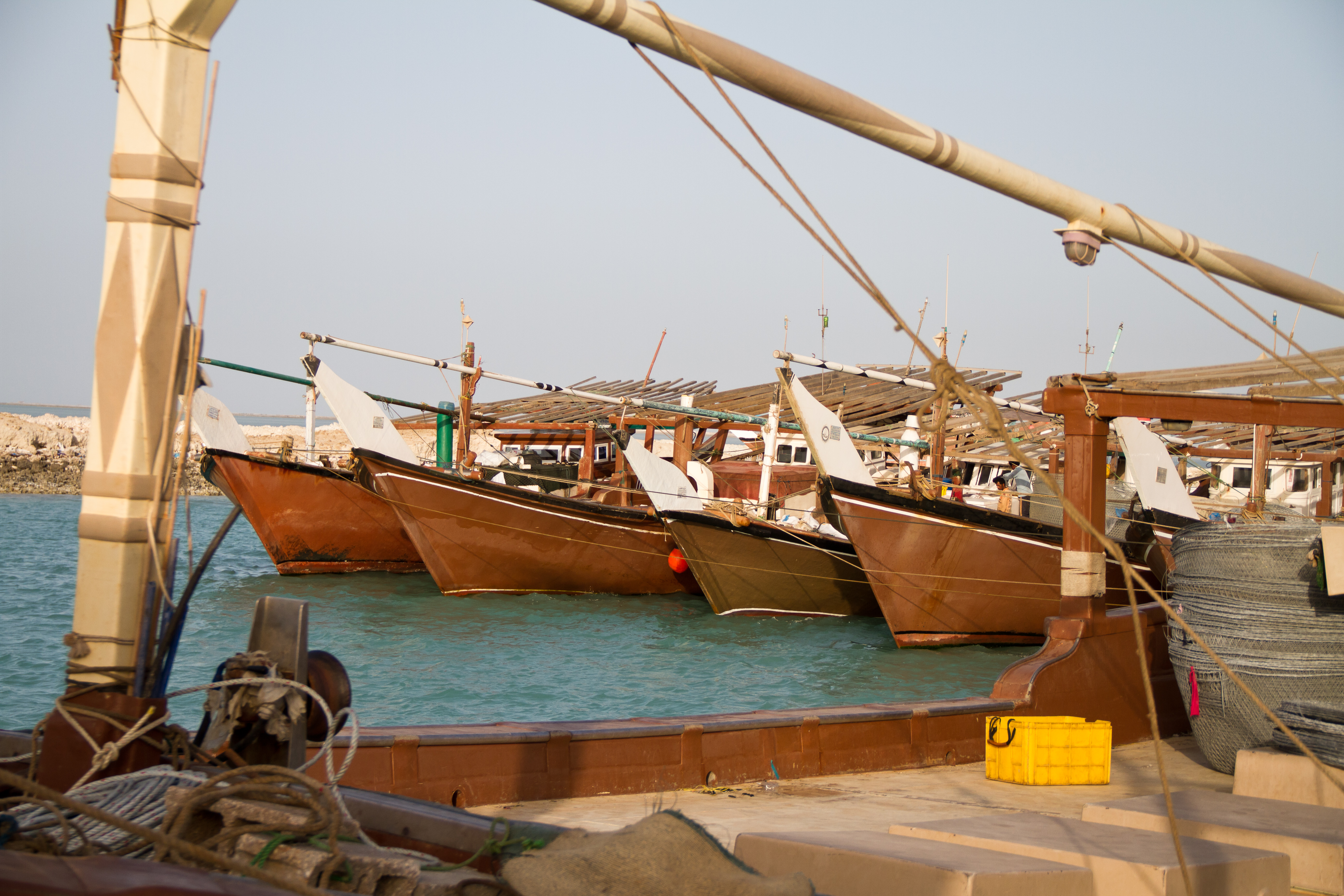
Daus im Hafen von ar-Ruwais

### Hafen von ar-Ruwais
Stand 2017 kann der Hafen von Al Ruwais etwa 57 Schiffe mit einer Gesamtkapazität von 10.745 Tonnen aufnehmen. Da der Hafen ein Flachwasserhafen ist, ist er nur für Schiffe mit einem maximalen Tiefgang von 4,8 Metern und einer Länge von 100 Metern befahrbar. Die Hafenbehörde begann ab dem Jahr 2015 den Hafen und angrenzende Infrastruktur auszubauen. So wurden über mehrere Jahre und Ausbauphasen ein 233.000 Quadratmeter großen Lkw-Parkplatz mit 585 Stellplätzen geschaffen. Ab 2020 kann der Hafen außerdem bis zu 20.000 Schiffscontainer jährlich löschen.